# Colin Thubron
Colin Gerald Dryden Thubron est un auteur de récits de voyages et un romancier britannique. Né à Londres le 14 juin 1939, il a fréquenté Eton College. C'est un parent éloigné de l'écrivain anglais John Dryden. Avant de devenir écrivain, il a été brièvement éditeur et réalisateur de films.

## Caractéristiques de l'œuvre et récompenses
Son premier récit de voyage, Mirror to Damascus, a été publié en 1968, bientôt suivi par The Hills of Adonis: A Quest in Lebanon, un compte rendu lyrique d'un voyage à travers le Liban d'avant la guerre civile.
Un récit tel que Among the Russians (1983), qui raconte un long périple en solitaire (mais émaillé de nombreuses rencontres) à bord de sa voiture Morris, de la Biélorussie au Caucase en passant par Moscou, Leningrad et l'Ukraine, constitue un témoignage précieux sur la vie quotidienne dans les dernières années de l'Union soviétique ; il a été salué par Nicolas Tolstoï (The Times) ou Alain Borer.
Ce n'est que plus tard qu'il se tourne vers la fiction avec son premier roman, The God in the Mountain, in 1977. Un autre de ses romans, A Cruel Madness, lui vaut le Prix PEN/Macmillan Silver Pen en 1985. Behind the Wall obtient à la fois le Prix Hawthornden en 1988 et le Prix du Livre de voyage Thomas Cook. In Siberia est présélectionné pour le Prix Thomas Cook, et reçoit le prix Nicolas Bouvier en 2010. Son dernier récit, Shadow of the Silk Road (2006), raconte un voyage de plus de 11 000 km le long de la Route de la soie, qui lui a permis de revisiter les lieux mentionnés dans ses œuvres antérieures, The Silk Road et Lost Heart of Asia.
Son roman publié en 2002, To the Last City, présélectionné pour le Man Booker Prize, est sa première œuvre à lier récit de voyage et fiction. Il y évoque un groupe de personnes qui part explorer les ruines de la cité inca de Vilcabamba au Pérou, dans ce qui a pu être comparé à un Au cœur des ténèbres dans un cadre marquézien .
Par de nombreux aspects, l'œuvre de Thubron se raccroche à une époque antérieure du récit de voyage. Il apparaît comme l'un des derniers « gentlemen-voyageurs », ayant fait ses études à Eton, érudit et prêt à s'immerger dans les pays en question pour une longue période, et se situe dans la lignée de Freya Stark et Patrick Leigh Fermor. « Les récits de voyages modernes comportent toujours une certaine dose d'artifice, » a-t-il déclaré au Times, « ce qui me surprend parce que je ne comprends pas vraiment pourquoi ce serait nécessaire. Le monde au-delà des frontières paraît suffisamment extraordinaire et bizarre pour que je n'éprouve pas le besoin de recourir à tout cela. »
Il a été décoré de l'Ordre de l'Empire britannique en 2006 et est membre de la Royal Society of Literature. Il préside la RSL entre 2009 et 2017 avant d'être remplacé par Marina Warner.

## Œuvres en anglais

### Récits de voyages
- Mirror to Damascus, Heinemann, 1967
- The Hills of Adonis: A Quest in Lebanon, Heinemann, 1968
- Jerusalem, Heinemann, 1969
- Journey into Cyprus, Heinemann, 1975
- Istanbul, Time Life, 1978
- The Venetians, Time-Life, 1980
- The Ancient Mariners, Time-Life, 1981
- The Royal Opera House, Covent Garden, Hamish Hamilton, 1982
- Among the Russians, Heinemann, 1983
- Behind the Wall: A Journey through China, Heinemann, 1987
- The Silk Road: Beyond the Celestial Kingdom, Simon & Schuster, 1989
- The Lost Heart of Asia, Heinemann, 1994
- In Siberia, Chatto & Windus, 1999
- Shadow of the Silk Road, 2006
- To a Mountain in Tibet, 2011

- Préface à Views From Abroad : The Spectator Book Of Travel Writing, Éd. Philip Marsden-Smedley & Jeffrey Klinke - Grafton, 1988
- Introduction à The Road to Oxiana, de Robert Byron

### Romans
- Emperor, Heinemann, 1978
- A Cruel Madness, Heinemann, 1984
- Falling, Heinemann, 1989
- Turning Back the Sun, Heinemann, 1991
- Distance, Heinemann, 1996
- To the Last City, Chatto & Windus, 2002

### Adaptations radiophoniques
- A Cruel Madness - BBC Radio 4, 1992, avec Robert Glenister (Pashleigh) et Harriet Walter (Sophia).

## Traductions en français
- Les Russes (Among the Russians), Payot, 1991  (ISBN 978-2228883658)
- Derrière la Grande Muraille (Behind the Wall: A Journey through China), Payot, 2001  (ISBN 978-2228895019)
- Vers la cité perdue (To the Last City), Hoëbeke, 2004  (ISBN 978-2842302054)
- L'ombre de la route de la soie (Shadow of the Silk Road), Hoëbeke, 2008  (ISBN 978-2842303181)
- En Sibérie (In Siberia), Hoëbeke, 2010  (ISBN 978-2842303754)

- Destination Kailash (To a mountain in Tibet), Hoëbeke, 2012  (ISBN 978-2842304270)